# Geelbuiktiran
De geelbuiktiran (Mitrephanes phaeocercus) is een zangvogel uit de familie Tyrannidae (tirannen).

## Verspreiding en leefgebied
Deze soort komt voor van Mexico tot Ecuador en telt vier ondersoorten:
- M. p. tenuirostris: westelijk Mexico.
- M. p. phaeocercus: van zuidwestelijke en oostelijk Mexico tot Nicaragua.
- M. p. aurantiiventris: van Costa Rica tot centraal Panama.
- M. p. berlepschi: van oostelijk Panama tot noordwestelijk Ecuador.

## Status
De grootte van de populatie is in 2019 geschat op 0,5-5 miljoen volwassen vogels. Op de Rode lijst van de IUCN heeft deze soort de status niet bedreigd.